# 부가티 18/3 시론
부가티 18/3 시론(프랑스어: Bugatti 18/3 Chiron)은 1999년에 부가티가 개발하고 이탈디자인의 파브리지오 주지아로가 설계한 컨셉트 카이다.6.3L W18 엔진으로 구동되는 2인승 미드 엔진 쿠페이다. 1998년에 출시된 EB 118 쿠페와 1999년에 출시된 EB 218 세단 이후 이탈디자인 주지아로가 설계한 부가티의 컨셉트 카 트리오 중 마지막 모델이었다.
시론이라는 이름은 부가티 베이론의 후속 차종인 부가티 시론에서 다시 사용되었다.

## 이름 유래
18/3 시론은 부가티 레이스 드라이버인 루이 시롱의 이름을 따서 명명되었으며 "18/3" 접두사는 엔진의 18개 실린더가 각각 6개 실린더의 3개 뱅크에 분산되어 있음을 나타낸다.

## 설명
부가티 18/3 시론은 1999년 9월 프랑크푸르트 모터쇼에서 처음 공개되었다.

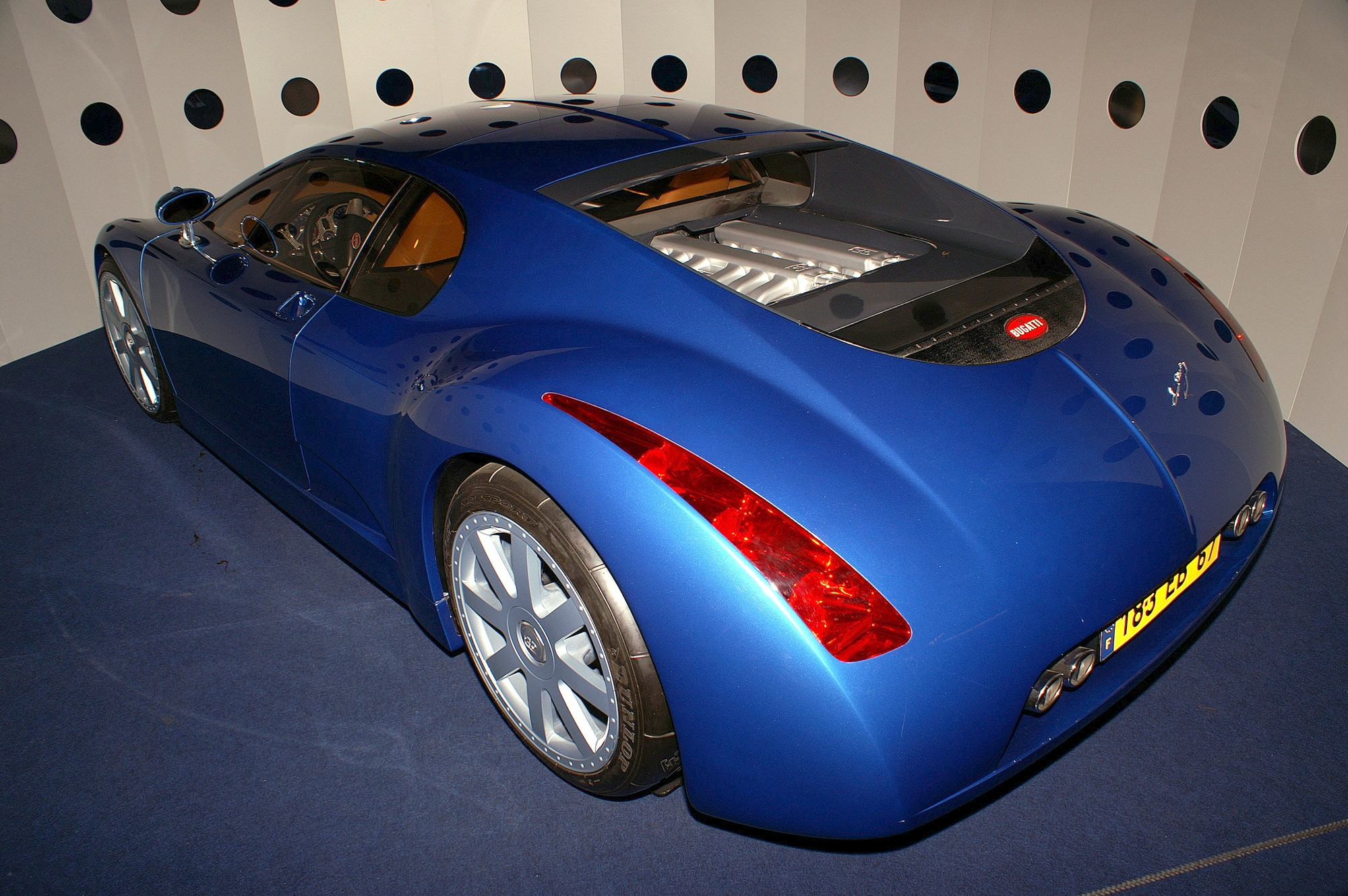
후면부

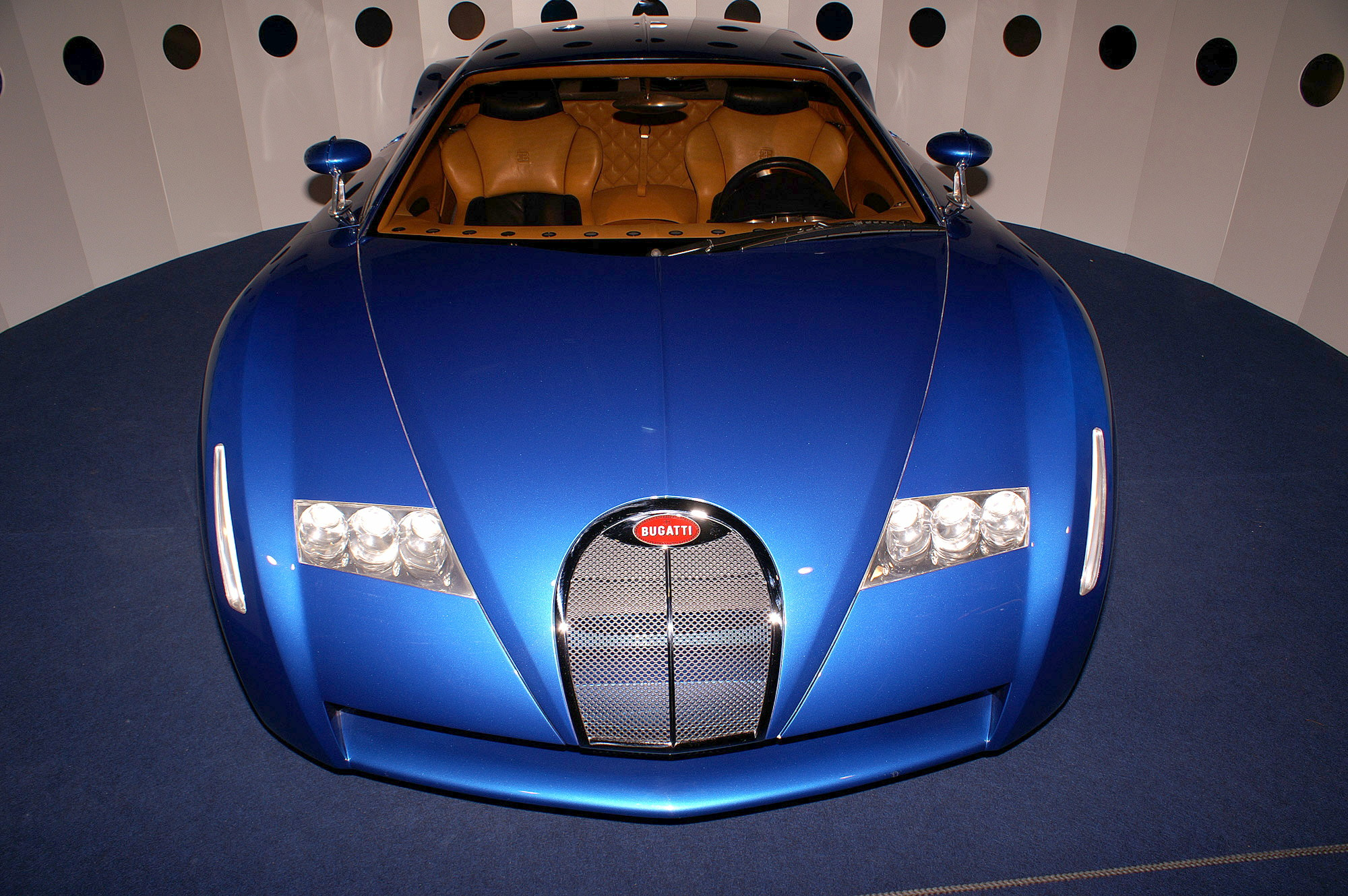
전면부

### 디자인
이탈디자인의 파브리지오 주지아로는 볼프스부르크에 있는 폭스바겐 디자인 센터의 하르트무트 바르쿠스로부터 의견을 받아 디자인을 담당했다. EB110의 논리적인 후속 제품을 만들면서 그들은 부가티의 가능한 플래그십 모델을 스타일링할 수 있는 독특한 기회를 얻었다.
공기 흐름 관리 및 공기 역학은 외부 디자인의 주요 고려 사항이었다. 전통적인 말굽형 라디에이터 그릴 아래에는 큰 구멍이 있어 6.3리터 엔진의 라디에이터에 충분한 공기를 공급한다. 이 공기의 대부분은 앞바퀴 구멍 앞쪽에 위치한 통풍구를 통해 배출된다. 유사한 시스템이 후방 브레이크를 냉각시키기 위해 차량 측면에 사용된다. 리어에는 디퓨저가 리어 범퍼에 통합되었다. 접이식 리어 윙은 EB 110과 마찬가지로 고속으로 전개된다. 20인치 8-스포크 휠은 루이 시롱의 타입 35B에서 처음 발견된 주조 알루미늄 휠과 유사하다. 세련된 차체는 탄소 섬유로 만들어졌다. 3중 크세논 헤드라이트와 차량의 테일 라이트 역할을 하는 리어의 길쭉한 방향 지시등을 포함하여 차량의 양쪽 끝 부분에 있는 조명은 당시 최첨단이었고 언더바디 스포일러 역할도 했다. 내부의 캐빈은 알루미늄 액센트가 있는 블루 파시피코 및 사비아 가죽으로 덮개를 씌웠으며 조수석 쪽에는 탈착식 시계가 있다.
클래식 말굽 그릴, 삽입된 전면 조명, 수렴하는 전면 후드 및 노출된 흡기 플레넘과 같은 중요한 디자인 요소는 결국 양산형 부가티 베이론 EB 16.4에 통합되고 말았다.

### 엔진 및 섀시

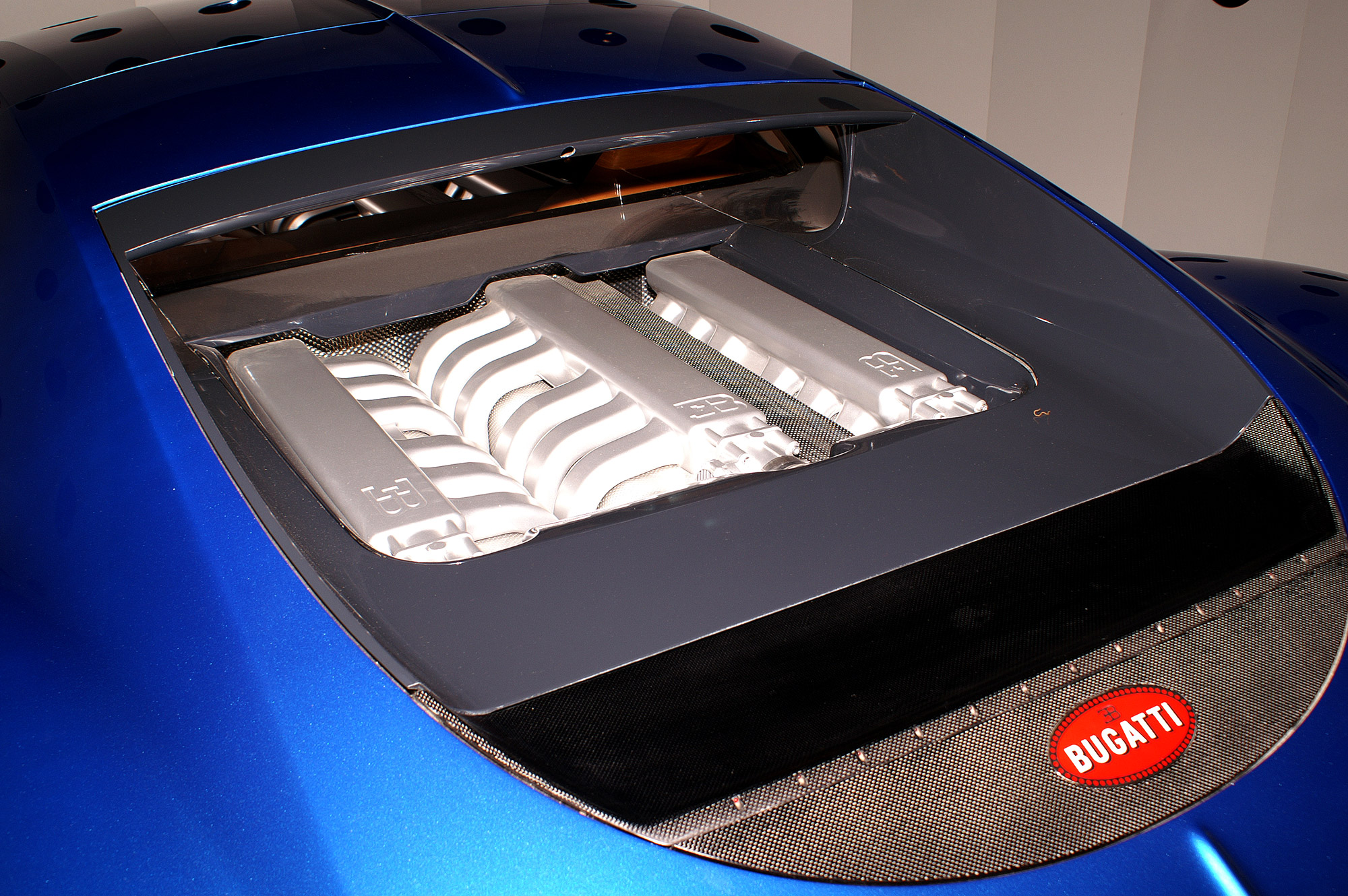
W18 엔진의 노출된 흡기 매니폴드

완전히 작동하는 프로토타입을 만들기 위해 부가티는 18/3 시론의 람보르기니 디아블로 VT에서 가져온 섀시와 4륜 구동 시스템을 활용했다.
18/3 시론은 1998년 EB 118 및 1999년 EB 218 컨셉트 카에 처음 등장한 동일한 폭스바겐이 설계한 W18 엔진을 사용한다. 다른 두 차량과 마찬가지로 시론의 W18은 563 PS (414 kW; 555 hp)의 출력과 649 N·m (479 lb·ft)의 토크를 제공한다. 18/3 시론에 탑재된 W18 엔진은 각 실린더 뱅크 사이에 60도 오프셋이 있는 6개 실린더의 3개 뱅크로 구성되어 있다. 대조적으로, 부가티 자동차의 첫 번째 양산차인 2005년형 베이론 EB 16.4의 W16 엔진은 각각 4개의 실린더, 총 16개의 실린더로 구성된 4뱅크 구성이 특징이다.

## 성능
18/3 시론은 0–97 km/h (0–60 mph)에서 3.9초 만에 가속할 수 있으며 약 335 km/h (208 mph)의 최고 속도에 도달할 수 있다. 그러나 이 수치는 확인된 적이 없다.